# Tetrataxis salicifolia
Tetrataxis es un género monotípico de plantas con flores perteneciente a la familia Lythraceae. Su única especie: Tetrataxis salicifolia (Thouars ex Tul.) Baker, es originaria de Isla Mauricio. Fue descrito por Joseph Dalton Hooker y publicado en Genera Plantarum 1: 775, 783 en el año 1867.

## Hábitat
Se encuentra en peligro de extinción por la pérdida de hábitat. La especie ha sido plantada en el arboreto del Servicio Forestal de Curepipe, Parques nacionales y de Conservación de efecto invernadero. En el futuro habrá reintroducción de la especie en una zona de Gestión de la Conservación . 